# 豐田RAV4

1994至2025年的RAV4標誌

2025年開始的RAV4標誌

豐田RAV4（中文名荣放）是一款由豐田自動車製造的跨界休旅車，英語簡寫譯名意為“四驅休閒活動車輛”（Recreational Activity Vehicle: 4-Wheel Drive）。在大多數市場上，RAV4是豐田的緊湊型運動休旅車/跨界車之一。在其他市場，它是對應FJ Cruiser的跨界車型。
RAV4於1994年在日本和歐洲上市，1995年在北美上市，1996年1月推出，是第一款緊湊型跨界SUV。雖然不是所有的RAV4車型都是四輪驅動，但RAV4是“休閒活動車”的代表。
在第三代車型上，豐田為RAV4提供了短軸距和長軸距版本。短軸距版本在日本和歐洲銷售；長軸距版本在澳大利亚和北美销售。日本豐田也以“豐田先鋒”（英語：Toyota Vanguard，日语：、丰田Vangādo）的名義在豐田POPET店銷售長軸距版本。

## 第一代（XA10；1994–2003）
第一代RAV4被称为XA10系列，是在一个独特的平台上建造的，它与卡罗拉共用了一些元素，于1994年5月在日本上市。1989年开始设计和开发，代号为153T，1991年下半年，三门版车型的设计获得批准并开始生产开发，1993年，五门版车型的设计获得批准并开始生产开发。1995年3月，五门版车型上市，并于1996年1月引入美国，标配双安全气囊。
当时XA10系列有三门版和五门版两种车型可供選擇。在美国，有一款2.0升直四门车型，功率为89千瓦（119匹马力；121匹马力）。RAV4有前轮驱动和全轮驱动两种选择，RAV4可以选择五速手动或四速自动变速器。该车被《汽车杂志》评为1997年的年度最佳汽车。1996至1997年的车型采用了支架式推入式双灯管大灯。前面的行车/转向灯采用了老式的圆形插座双灯丝灯泡。后部也使用了圆形插座式的灯泡。1997至1998年的车型在前脸和后脸的设计上进行了小幅改款，并推出了软顶三门版本。动力方面小幅提升至95千瓦（127匹马力；129匹马力）。1999年6月，硬顶双门车型从美国车系中退出，只剩下五门和软顶车型。1998-2000年的车型采用了单灯丝大灯，每个外壳有两个不同的光束（近光灯和远光灯），而不是原来的双灯丝单光束。后大灯采用了更现代的矩形样式的灯泡（7440/7443）。内饰方面有细微的变化，比如不同颜色的座椅、不同颜色的门板、部分车型上增加了杯架（点烟器/杯架二合一）、数字里程表等。在日本，还提供了2.0升3S-GE BEAMS发动机，功率为132千瓦（177马力；179马力）。1998年丰田RAV4的一些变型车被标为SXA11而非XA10，并配以 "RAV 4.1 "的车主名称。
有些车型在生产时没有数字时钟，而是用塑料罩代替。然而，时钟的接线仍然在仪表盘后面，因此在没有安装时钟的车型上可以安装时钟。
手动变速箱的车型，如果是全轮驱动的车型，仪表盘上会有一个盖子，而自动变速箱的车型会有ECT电源按钮，或者手动变速箱的车型有AWD的中央差速锁。

### RAV4 EV
RAV4电动车是RAV4的插电式全电动车型。从1997年到2003年生产的RAV4 EV是为车队租赁而生产的，这种 "零排放 "的车型在2002年只在加州公开销售了7个月，数量非常少。RAV4电动车采用先进的镍氢电池组，可储存27千瓦时的电量，每次充电后可行驶193公里（120英里），并提供97,000公里（60,000英里）的电池质保。在加州共租赁和/或销售了1,484辆，截至2012年年年中，仍有近500辆仍在使用。

### 图集

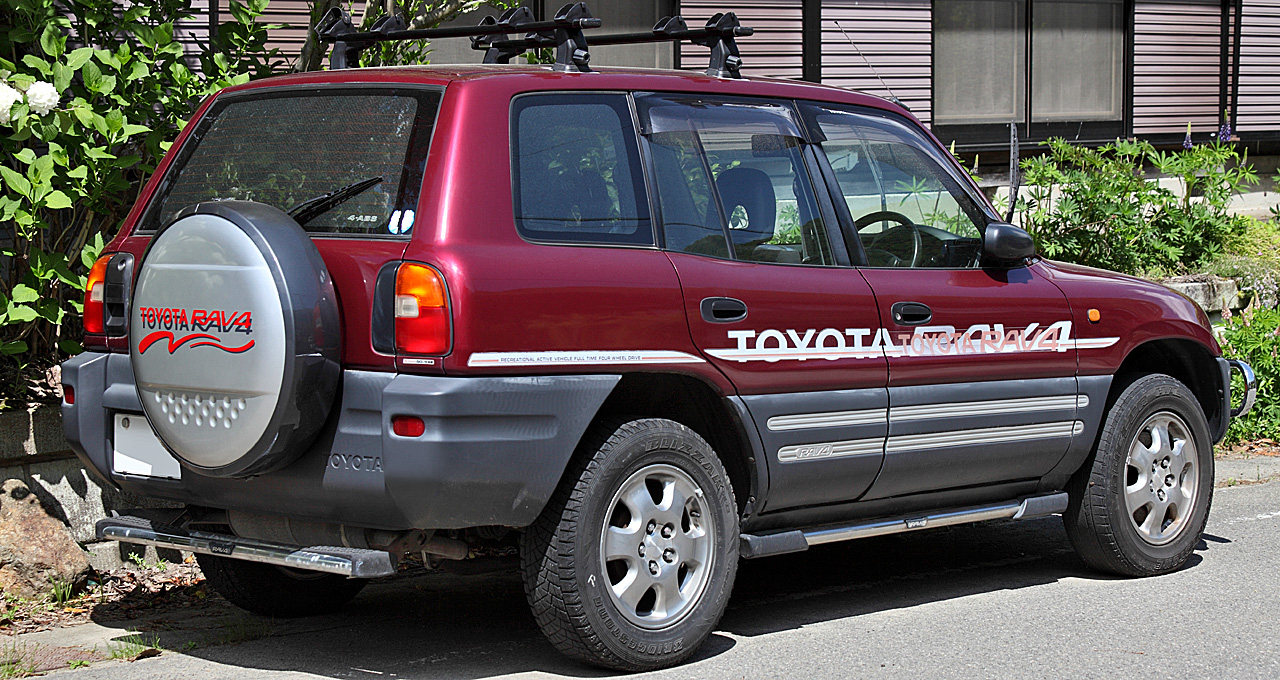
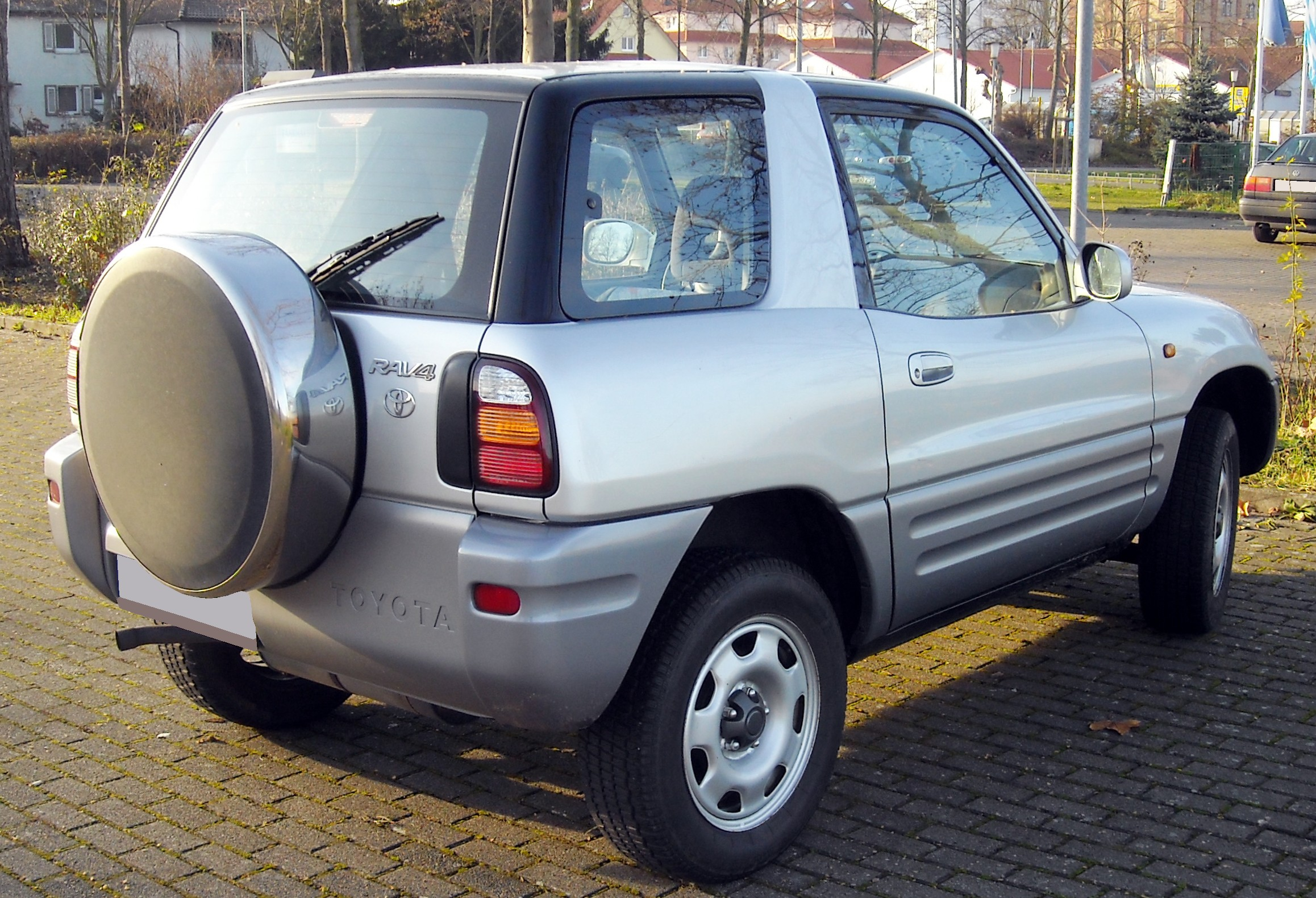
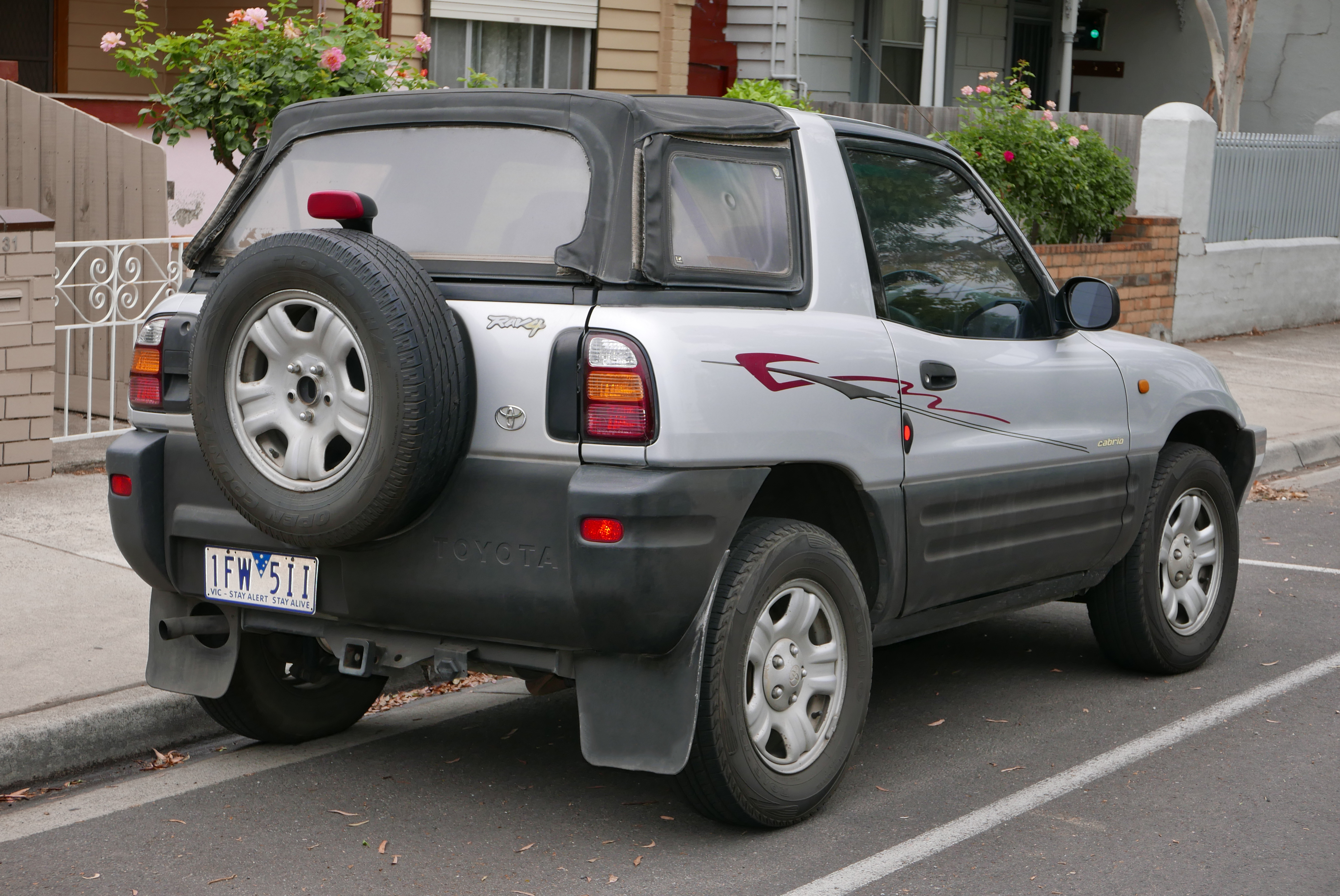

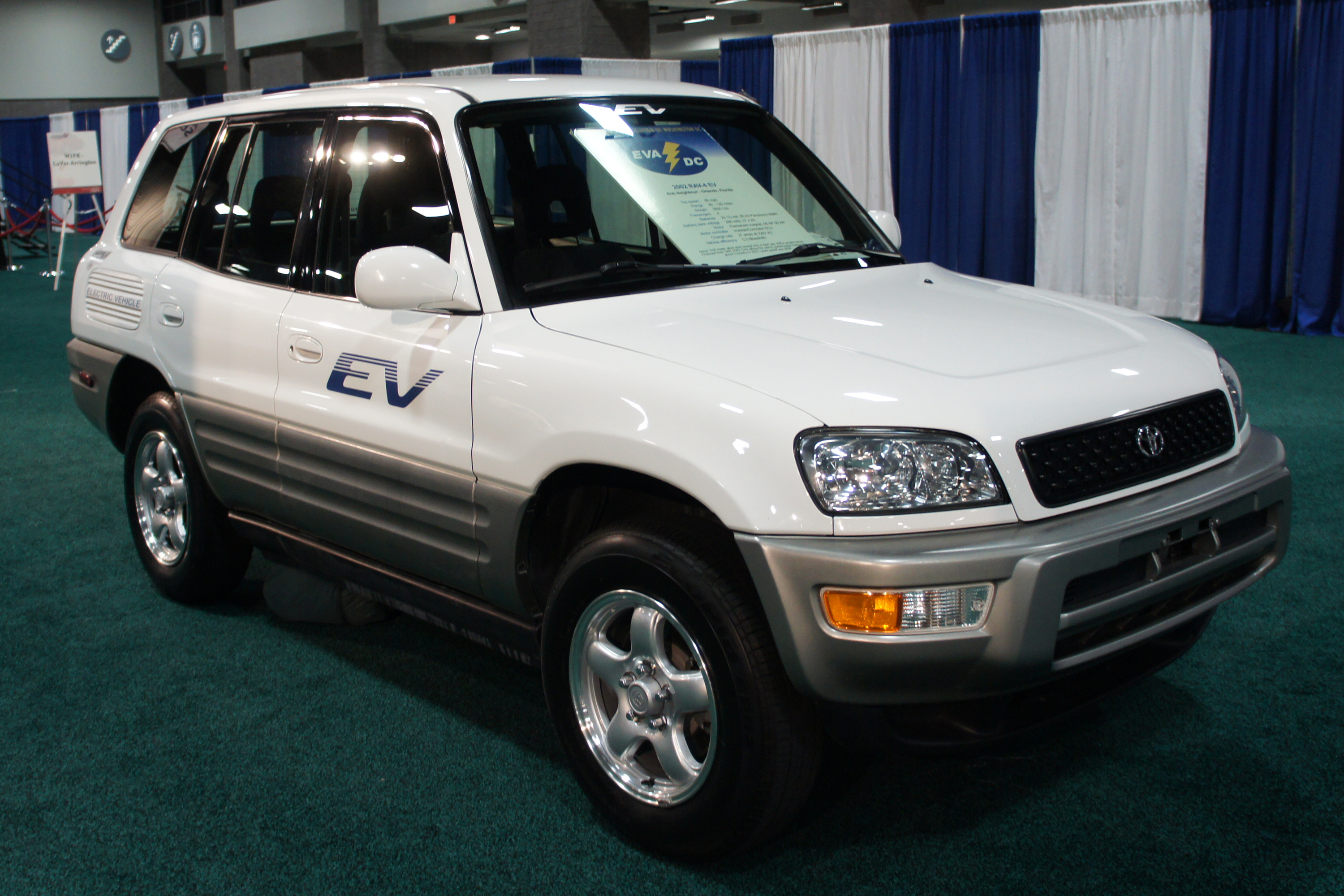
電動版

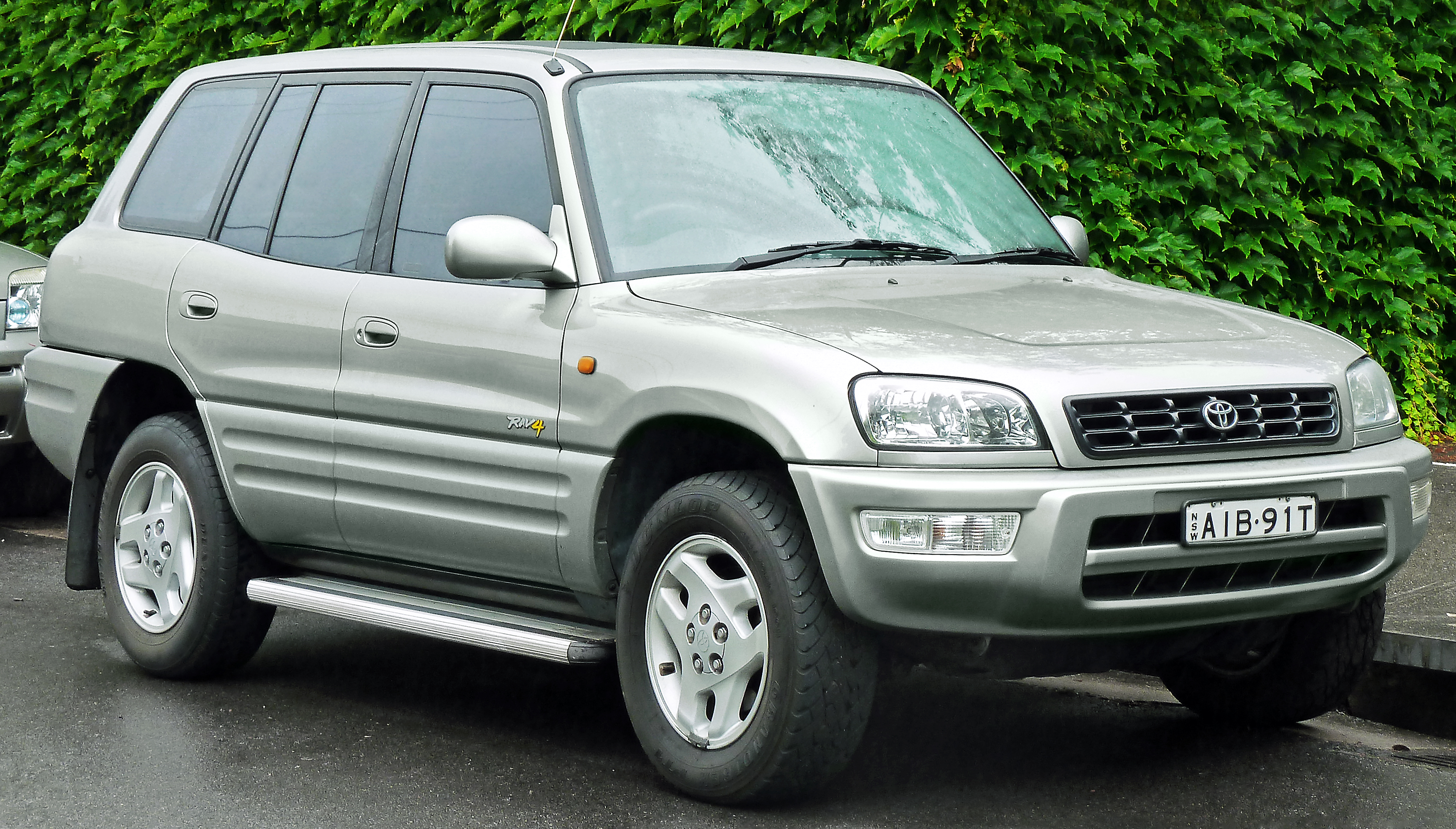
五門版

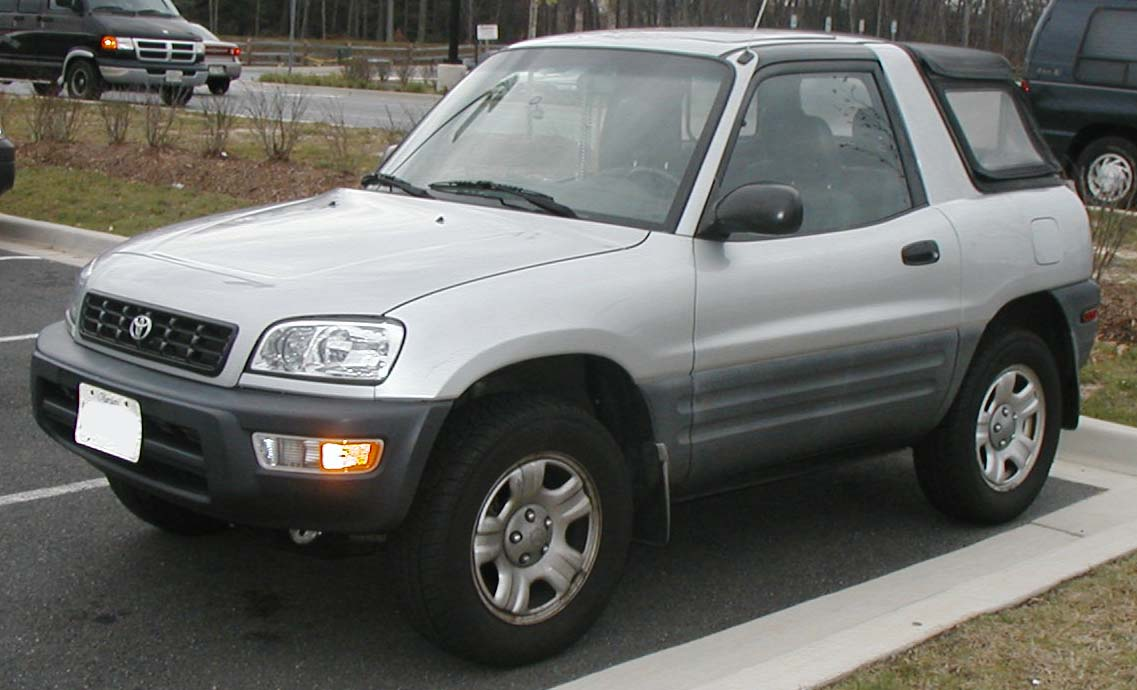
敞篷版

## 第二代（XA20；2000–2005）
第二代XA20系列RAV4于2000年7月上市。与上一代车型一样，XA20有三门和五门两种配置，并采用了共享Carina和Corolla元素的平台打造。1995年开始开发，1998年上半年设计冻结。1996年至1997年期间，造型设计由细田安秀和Kevin Hunter在Calty Design Research Incorporated（又称Calty）完成。
第二代RAV4在英国最初提供了多个级别的车型。NV是前轮驱动，而NRG、GX和VX则是全时四轮驱动，配备不同级别的装备。 虽然RAV4在欧洲、亚洲和澳大利亚都有三门版车型，但美国版车型只提供五门版配置。1.8升直列四缸发动机（仅有两驱车型），功率92千瓦（123马力；125马力），2.0升直列四缸发动机，功率110千瓦（150马力；150马力），2.4升直列四缸发动机，功率118千瓦（158马力；160马力），以及D-4D柴油发动机。一些RAV4s配备了防抱死制动系统、电子稳定控制系统、空调、可调节高度的驾驶座、定速巡航、六扬声器CD立体声音响以及电动车窗、后视镜和座椅。运动型套件增加了网状格栅、发动机盖勺、彩色钥匙门把手、车顶行李架、银色运动踏板、加热后视镜、灰色涂装的保险杠和挡泥板以及运动型织物座椅。其他选项包括合金轮毂、加热座椅、天窗和无钥匙进入。16英寸的轮毂是标准配置；全轮驱动车型的轮胎更大。
在澳大利亚，RAV4有三门和五门配置的基本型Edge和高档Cruiser两款车型。这两款车型的主要区别在于外观。边缘版车型配备了未喷漆的灰色保险杠、侧围、后视镜和门把手，并配有钢制轮辋。巡洋舰车型则增加了车身彩色（喷漆）保险杠和模具、后视镜、门把手、合金轮毂和ABS刹车。所有车型都配备了全新的2.0升四缸发动机，具有VVT（可变气门正时）功能，动力和扭矩以及油耗都有所提升。永久性全轮驱动是一个特点。选装的是ABS刹车（Edge）和空调（所有车型）。第二代RAV4在澳大利亚获得了成功，2001年成为澳大利亚最畅销的SUV车型，首次超越对手本田CR-V，成为澳大利亚最畅销的SUV。
2003年年底，2004款RAV4在造型上进行了更新，改进了设备，在某些市场上，还增加了新的发动机。在美国，安全结构得到改进，车辆稳定控制系统成为标准配置。在美国，RAV4的2.0升发动机被升级为新的2.4升发动机，功率为120千瓦（160马力；160马力）和220牛-米（162磅-英尺）。其他国家的车型大多采用2.0升VVT-i发动机的5门车型。此外，还提供了自动电动空调。由于欧洲新的排放政策，欧洲车型使用了新的催化器。新款车型还装备了电动油门。
在澳大利亚，基础版Edge改款车型改名为CV，并获得了标准的空调（以前是选装件）。CV还获得了喷漆保险杠，根据车身颜色的不同，有银色或车身颜色的保险杠。此外，该车系还进行了微妙的改头换面，主要包括新的前保险杠，带有圆形的雾灯和白色的转向灯，而不是老式的橙色灯。2005年，在澳大利亚，该车系增加了一款新的 "CV Sport "车型，其中包括一个非功能性的引擎盖勺，使RAV4的外观更具攻击性。CV Sport车型的推出时间不长，仅持续了一年，主要是为了刺激销量，直到2006年初新车型的到来，才推出了CV Sport车型。
值得注意的是，根据2003-2004年的登记和调查数据显示，第二代RAV4在美国所有品牌和车型中（除了大众新甲壳虫外）女性驾驶者的比例最高。

## 第三代（XA30；2005–2016）
丰田RAV4在2006年车展上首次亮相，采用了全新的平台，并在2005年法兰克福车展上首次亮相，新款RAV4采用了电动助力转向系统（EPS）。
第三代RAV4有短轴距车型和长轴距车型两个版本。短轴距版车型仅在日本、欧洲和新西兰销售（新西兰仅有柴油版），长轴距版RAV4在澳大利亚、新西兰和北美销售。自2007年起，加长版RAV4在日本也以丰田Vanguard的形式与短轴距车型并列销售，只是在车头的车身设计上进行了改款，加入了改款后的进气格栅、保险杠、引擎盖和前大灯等。 当2012年大尺寸的XA40到来后，短轴距车型在日本市场上被保留下来，并代替新版车型销售到2016年。
日系车型于2005年在丰田NETZ经销商处上市销售，2007年初，三门版车型被下架，让丰田没有了迷你SUV，直到2009年丰田城市巡洋舰（Toyota Urban Cruiser）在欧洲、北美（作为Scion xD）和日本（作为Toyota ist）销售，XA30系列RAV4在日本市场销售，直到2016年7月，XA40才在日本市场上不再提供。2013年11月，丰田停产了Vanguard，转而推出了重新设计的XU60 Harrier。随着RAV4的不断发展，由于外观尺寸和发动机排量将其置于日本政府尺寸法规和年度道路税义务规定的高税率范围内，RAV4在日本的使用成本变得昂贵。
这也是RAV4的第一代RAV4有普通版（针对亚洲和欧洲市场，将备胎从后排放下）和加长版（针对北美和澳大利亚市场）。加长版RAV4的车内空间比上一代车型大了21%，而且现在还提供了儿童第三排座椅（仅限北美和日本市场）。在北美和日本，RAV4仍有前轮驱动或四轮驱动版本，但大多数国家只销售四轮驱动版本。
RAV4在2008年（2009年的车型）在部分市场进行了中期改款，包括全新的四缸发动机、重新设计的车头和调整的车尾。限量版车型采用了与其他车型不同的前格栅和保险杠罩。运动版车型采用了更大的扰流板和红色徽章，同时在V6车型上还增加了一个选装件，即没有外挂式备胎的后车门（这款车型上使用的是扁平轮胎）。新的功能/选装件包括集成在侧后视镜上的转向灯、后备摄像头（后视镜内建有监视器）、卫星导航、智能无钥匙进入、一键启动、多功能仪表盘显示等。内饰方面，大部分都保持了之前的样子。2009年，这也是两驱车型首次在加拿大市场销售。
2011年（2012款车型），RAV4又进行了一次轻量化的整改。
这些车辆在丰田爱知县组装工厂生产，并由丰田工业公司在爱知县大武市长草工厂的合同生产。从2008年11月开始，北美市场的车型在丰田汽车制造公司加拿大第二工厂生产，从2009年3月开始，中国车型由天津一汽丰田汽车有限公司合资生产。2009年3月开始，中国车型由天津一汽丰田汽车有限公司在天津的合资工厂生产。
2015年，XA30系列RAV4获得了WheelsTV年度最佳二手车的称号。

### 中国
2009年4月，XA30 RAV4在中国投产。XA30 RAV4于2009年4月在中国正式投产，共推出2.0经典版、2.0豪华版、2.0豪华版、2.4豪华版和2.4豪华版。其中2升1AZ-FE和2.4升2AZ-FE为标配5速手动和4速自动变速箱。售价区间为18.98万元至26.43万元（按2019年8月的汇率计算为2.6520万美元至3.6930万美元）。
RAV4的造型设计与其他郡的RAV4不同，在散热器和车牌之间有一条黑色的装饰条，就像小胡子一样被放在了散热器和车牌之间。同时，它的前后保险杠下方还有镀铬条。车牌也被移到了保险杠底部区域，为RAV4的车标和后雾灯让出了一条路。前、后驻车感应器也是标配。

### 规格
| 底盘代号 (DBA-A) | ACA31W | ACA36W | ACA33L | ACA37L | GSA30  | GSA33  | GSA35  | ALA30 | ALA31   | ALA36   | ZSA30   | ZSA35   |
| ---------------- | ------ | ------ | ------ | ------ | ------ | ------ | ------ | ----- | ------- | ------- | ------- | ------- |
| 驱动             | 4WD    | FWD    | 4WD    | FWD    | FWD    | 4WD    | 4WD    | 4WD   | 4WD     | FWD     | FWD     | 4WD     |
| 引擎 日本        | 2AZ-FE | 2AZ-FE | -      | -      | -      | 2GR-FE | -      | -     | -       | -       | -       | -       |
| 引擎 中国        | -      | -      | 2AZ-FE | 1AZ-FE | -      | -      | -      | -     | -       | -       | -       | -       |
| 引擎 欧洲        | -      | -      | -      | -      | 2GR-FE | -      | 2GR-FE | -     | 2AD-FTV | 2AD-FTV | 3ZR-FAE | 3ZR-FAE |

### 引擎
| 代号                     | 年代               | 型号                                    | 马力，扭矩 at rpm                                                               |
| ------------------------ | ------------------ | --------------------------------------- | ------------------------------------------------------------------------------- |
| 1AZ-FE (2.0 VVT-i)       | 2005–2012          | 1.998 L（121.9 cu in） (86.0×86.0mm) I4 | 112 kW（150 hp；152 PS） at 6,000 rpm, 194 N·m（143 lb·ft） at 4,000 rpm        |
| 1AZ-FE (2.0 VVT-i)       | 2007MY-2008MY (UK) | 1.998 L（121.9 cu in） (86.0×86.0mm) I4 | 112 kW（150 hp；152 PS） at 6,000 rpm, 194 N·m（143 lb·ft） at 4,000 rpm        |
| 2AZ-FE                   | 2005–2008          | 2.362 L（144.1 cu in） (88.5×96.0mm) I4 | 124 kW（166 hp；169 PS） at 6,300 rpm, 224 N·m（165 lb·ft） at 4,000 rpm        |
| 2AR-FE                   | 2009–2012          | 2.494 L（152.2 cu in） I4               | 133 kW（178 hp；181 PS） at 6,300 rpm, 233 N·m（172 lbf·ft） at 4,000 rpm       |
| 2GR-FE                   | 2005–2012          | 3.456 L（210.9 cu in） (94.0×83.0mm) V6 | 200 kW（268 hp；272 PS） at 6,200 rpm, 333 N·m（246 lb·ft） at 4,700 rpm        |
| 3ZR-FAE (2.0 Valvematic) | 2008–2012          | 1.987 L（121.3 cu in） (80.5×97.6mm) I4 | 116 kW（156 hp；158 PS） at 6,200 rpm, 198 N·m（146 lbf·ft） at 4,400 rpm       |
| 2.0 D-4D                 | 2005-2006MY        | 1.995 L（121.7 cu in） (82.2×94.0mm) I4 | 85 kW（114 hp；116 PS） at 4,000 rpm, 250 N·m（184 lbf·ft） at 1,800–3,000 rpm  |
| 2.2 D-4D Diesel          | 2007MY-2008MY      | 2.231 L（136.1 cu in） (86.0×96.0mm) I4 | 100 kW（134 hp；136 PS） at 3,600 rpm, 310 N·m（229 lbf·ft） at 2,000–2,800 rpm |
| 2.2 D-4D Diesel 180 (UK) | 2007MY             | 2.231 L（136.1 cu in） (86.0×96.0mm) I4 | 130 kW（174 hp；177 PS） at 3,600 rpm, 400 N·m（295 lbf·ft） at 2,000–2,600 rpm |
| 2.2 D-4D, 2.2 D-CAT (UK) | 2008–2012          | 2.231 L（136.1 cu in） (86.0×96.0mm) I4 | 110 kW（148 hp；150 PS） at 3,600 rpm, 340 N·m（251 lbf·ft） at 2,000–2,800 rpm |
| 2.2 D-CAT                | 2008–2012          | 2.231 L（136.1 cu in） (86.0×96.0mm) I4 | 130 kW（174 hp；177 PS） at 3,600 rpm, 400 N·m（295 lbf·ft） at 2,000–2,800 rpm |

### RAV4 EV （第二款）
丰田与特斯拉汽车合作开发第二代RAV4 EV，这款电动SUV预计将于2012年第三季度末上市，前三年的产量将限制在2600辆，销售范围只限于加州，从旧金山湾区、洛杉矶/奥兰治县和圣地亚哥开始。
第二代RAV4 EV拥有一台115千瓦（154马力；156马力）的电机，由41.8千瓦时的锂离子电池组提供动力，丰田预计在标准充电模式下，美国环保署的额定续航里程为148公里（92英里），在扩展充电模式下为182公里（113英里），综合续航里程为166公里（103英里）；综合燃油经济性评级为3。 1 L/100公里（91 mpg-imp；76 mpg-US）。RAV4 EV的电池组和电子元件与2012年6月推出的特斯拉Model S轿车中使用的电池组和电子元件类似，因为特斯拉汽车是动力系统的制造商。

## 第四代（XA40；2012–2018）
第四代RAV4是全新设计的车型，它在2012年11月的洛杉矶车展上亮相，与前几代车型不同的是，它的特点是采用了后移门，而不是侧开式的后门，并且不再将备胎安装在后门上。
RAV4不再使用上一代车型的V6引擎，所有的引擎选择都是直列四缸引擎。同时，与上一代XA30车型采用的双轴距策略不同的是，XA40只以单轴距（对应长轴距的XA30）销售。
全混动系统将2.5升阿特金森循环汽油引擎與强大的电动机、高压发电机、位于后排座椅下方的204芯镍氢电池、动力控制单元和动力分动装置结合在一起。RAV4混合动力车有前驱和全轮驱动两种版本。全轮驱动版配备了第二台50千瓦的高压后置电动马达，可提高牵引力和1750磅（790公斤）的牵引力。后部的电动机与混合动力系统前部的电动机独立运作，单独驱动后轮。美国市场于2013年1月初开始销售。
而在日本市场，上一代短轴距长度的短轴距车型一直到2016年才在日本上市销售，而不是较新的、仅出口的XA40。在日本市场，Harrier取代了之前代号为Vanguard的长轴距车型。
在英国和澳大利亚，第四代RAV4于2013年2月上市。引擎选择包括2.0升和2.5升四缸汽油引擎，以及2.0升和2.2升涡轮增压引擎。變速箱包括六速手动、無段變速变速箱（CVT）和六速自動變速箱。
英國版車型于2013年上市销售。早期的欧洲车型包括2.0升汽油引擎或三款2.0升柴油引擎中的一款。
在加拿大安大略省伍德斯托克市生产的RAV4约50%的零組件来自日本。
台灣版車型包括2.0升双VVT-i直列四缸引擎，配7速無段變速变速箱（顺序手动）或2.5升双VVT-i直列四缸引擎，配6速自動變速箱。
2013年8月在中国开始生产，并与XA30车型并肩销售了一段时间。XA40 RAV4在中国市场标配2升6ZR-FE和2.5升5AR-FE汽油发动机。标配6速手动、自动和CVT变速箱。共推出了7个档次的车型，售价从18.38万元至27.28万元（约合25680元至38120元）不等。
RAV4也在2014年9月的第22届印尼雅加达国际车展（IMS）上展出。该车搭载了2.0升双VVT-i发动机，配备CVT变速箱（带7速手动模式）。该车的改头换面版本于2017年在印尼当地进口车经销商处上市。
2016年8月在俄罗斯开始生产。

### 2015年改款
2015年，在2016年的车展上，丰田发布了XA40系列的改头换面车型。在2015年4月的纽约国际车展上亮相的RAV4混合动力版车型首次亮相。此次改头换面包括重新设计的LED前后大灯和更新的速度表表盘，并配备了全彩TFT多信息显示屏。

### RAV4 Adventure和RAV4 Premium (2013)
RAV4 Adventure是一款概念车，它突出了该车的外观，以强化其越野能力。它包括深红色的车身颜色、加长的轮拱、20英寸的合金轮毂和哑光涂装的前后保险杠。
RAV4 Premium是一款概念车，其车身颜色为深古铜色，保险杠为深古铜色，镀铬装饰的扰流板，后保险杠上的镀铬饰条，拉丝铝制防滑板，后保险杠处的一体式尾管，20英寸轮毂，由丰田的Kansei设计部门设计的真皮内饰，座椅采用黑色的滚边和V型轮廓，双色双缝线，仪表板和门板上的灰黑色真皮。这两款车都是在2013年3月的日内瓦车展上亮相的。
2017年9月，RAV4 Adventure的量产版车型在美国阵容中加入了RAV4 Adventure。

### 引擎
| 型号               | 年代      | 升程                    | 油料     | 马力                              | 扭矩                          | 0—100 km/h（0—62 mph） | CO2 排放                 |
| ------------------ | --------- | ----------------------- | -------- | --------------------------------- | ----------------------------- | ---------------------- | ------------------------ |
| 2.0 FWD            | 2012–2018 | 1,987 cc（121.3 cu in） | 汽油     | 111 kW（149 hp；151 PS）          | 195 N·m（144 ft·lb）          | 9.9 s                  | 167 g/km                 |
| 2.0 Multidrive AWD | 2012–2018 | 1,987 cc（121.3 cu in） | 汽油     | 111 kW（149 hp；151 PS）          | 195 N·m（144 ft·lb）          | 10.7 s                 | 166 g/km                 |
| 2.5 AWD            | 2012–2018 | 2,494 cc（152.2 cu in） | 汽油     | 131 kW（176 hp；178 PS）          | 233 N·m（172 ft·lb）          | 8.6 s                  | 169 g/km; 23 city/29 hwy |
| 2.5 Hybrid AWD     | 2015–2018 | 2,494 cc（152.2 cu in） | 油电混动 | 145 kW（194 hp；197 PS） combined | 279 N·m（206 ft·lb） combined | 8.1 s                  | 115 g/km; 33 city/31 hwy |

| 车型               | 年代      | 升程                    | 油料 | 马力                     | 扭矩                 | 0—100 km/h（0—62 mph） | CO2 排放 |
| ------------------ | --------- | ----------------------- | ---- | ------------------------ | -------------------- | ---------------------- | -------- |
| 120D 4x2           | 2012–2018 | 1,998 cc（121.9 cu in） | 柴油 | 91 kW（122 hp；124 PS）  | 310 N·m（229 ft·lb） | 10.5 s                 | 127 g/km |
| 120D AWD           | 2013–2018 | 1,998 cc（121.9 cu in） | 柴油 | 91 kW（122 hp；124 PS）  | 310 N·m（229 ft·lb） | 13.6 s                 | 136 g/km |
| 150D AWD           | 2012–2018 | 2,231 cc（136.1 cu in） | 柴油 | 110 kW（148 hp；150 PS） | 340 N·m（251 ft·lb） | 9.6 s                  | 147 g/km |
| 150D Autodrive AWD | 2012–2018 | 2,231 cc（136.1 cu in） | 柴油 | 110 kW（148 hp；150 PS） | 340 N·m（251 ft·lb） | 10.0 s                 | 173 g/km |

### 安全
在美国公路安全保险协会(IIHS)的评估中，2013年和2014款RAV4在头枕和座椅、车顶强度、车顶强度、车侧和中度重叠前部等方面的耐撞性评级为 "良好"，而在IIHS小重叠前部测试中，RAV4则获得了 "差 "的评级。从2015年车系开始进行了改装，将小重叠前部评级提高到了 "良好"。
IIHS在2012年推出的小重叠测试，模拟驾驶员一侧25%的正面碰撞。自采用该测试后，IIHS注意到多家汽车制造商对其车辆进行了非对称性改装，其中包括RAV4。另一个小范围的重叠测试是在包括2015年的RAV4在内的一些车辆上进行的，但测试结果是在副驾驶侧进行的。RAV4的表现最差，如果IIHS要对副驾驶侧保护进行评级的话，RAV4会获得 "差 "的评级。碰撞测试中，副驾驶侧比驾驶员侧的车辆侵入距离更远，达到330毫米(13英寸)，并导致副驾驶侧的车门在碰撞中打开。

## 第五代（XA50；2018年至今）
第五代RAV4在2018年纽约国际车展上亮相，在2017年12月的洛杉矶车展上展出的FT-AC概念车，对该车的设计进行了预览。该车基于丰田新全球架构的前轮驱动平台（TNGA-K）打造，与第八代凯美瑞、第五代Avalon和第七代雷克萨斯ES等车型也共享该平台。4缸汽油动力和汽油-电动混合动力（混合动力协同驱动）两款车型都将保留。
该车有五款汽油版车型，包括LE、XLE、XLE Premium、Adventure和Limited车型，以及四款混合动力车型，包括LE、XLE、XSE和Limited车型。Adventure和Limited两款车型均配备了扭矩矢量式全轮驱动系统，并配有后驱系统。发动机是一台2.5升直列四缸发动机，搭配8速直接换挡自动变速器，可将汽油车型的马力提高15%。它具有Multi-Terrain Select功能，当驾驶者在沙地、泥地、岩石或泥土上行驶时，可最大限度地提高牵引力。标配的7英寸多点触控屏幕，配备Entune 3.0、苹果Carplay、亚马逊Alexa。在某些修饰级别中，可选装更大的屏幕，配备JBL音响和Wi-Fi热点。它拥有QI无线充电功能，最多可支持5个USB接口。和大多数同期上市的丰田车型一样，它也拥有丰田安全感2.0系统。
RAV4于2018年12月在美国上市，而RAV4混合动力版车型则于2019年3月上市，
爱尔兰是第一个发布第五代RAV4混合动力版车型的市场，并于2018年12月底交付。两驱版Aura、Luna、Sol和Sport最初可供预购，铂金版和AWD版车型将于2019年晚些时候推出。
第五代RAV4也于2019年1月10日在新加坡车展上发布，2019年2月8日在菲律宾发布。
第五代RAV4自2019年3月起在南非上市，共有5款车型，分别是2.0 GX两驱版、2.0 GX CVT两驱版、2.0 GX-R CVT两驱版、2.5 VX CVT两驱版和2.5 VX AT AWD。2.0 GX两驱版车型还提供6速手动变速箱。
RAV4在沉寂了近三年后，在2019年的日本国内市场重现了RAV4。面向日本市场的第五代RAV4已于2019年2月20日曝光，并于2019年4月10日在花冠店和网通经销商处上市。
第五代RAV4于2019年5月8日在澳大利亚上市，共推出四款车型。GX、GXL、Cruiser和Edge四款车型。其中，GX、GXL和Cruiser三款车型有两款发动机可选：2.0 L汽油和2.5 L混合动力，而Edge三款车型只有一款发动机可选：2.5 L汽油。GX三厢版车型有6速手动变速箱或CVT两种，而GXL和Cruiser三厢版以及GX、GXL和Cruiser混动版车型只提供CVT。而Edge车型则提供8速自动变速箱。
在英国，第五代RAV4只提供混合动力版车型，前轮驱动或全轮驱动。该车有四个级别--Icon、Design、Excel和Dynamic四个级别。
在2019年11月22日的广州国际车展上，第五代RAV4也在中国上市。该车由一汽丰田生产并销售。在中国市场上，采用不同的前脸和后包围的车型被称为丰田Wildlander/威兰达，由广汽丰田生产销售。

### RAV4 PHEV
RAV4 PHEV（北美地区为RAV4 Prime）在2019年12月的洛杉矶车展上亮相。该车搭载一台调校不同的2.5升A25A-FXS发动机，动力输出与标准混合动力版车型相同，但在2800转/分时扭矩提升至228 N·m（168 lbf·ft），总功率输出为225 kW（302 hp），比普通混合动力版高出62 kW（83 hp），0～100公里/小时（0～60英里/小时）加速时间为5.8秒。

### 引擎
| 规格                                                             | 年   | 马力 at rpm                                 | 扭矩 at rpm                             |
| ---------------------------------------------------------------- | ---- | ------------------------------------------- | --------------------------------------- |
| 1,986 cc（121.2 cu in） 2.0 L M20A-FKS I4                        | 2018 | 126 kW（169 hp；171 PS） at 6600            | 203 N·m（150 lb·ft） at 4400            |
| 2,487 cc（151.8 cu in） 2.5 L A25A-FKS I4                        | 2018 | 151 kW（202 hp；205 PS） at 6600            | 249 N·m（184 lb·ft） at 5000            |
| 2,487 cc（151.8 cu in） 2.5 L A25A-FXS I4 (Hybrid)               | 2018 | 163 kW（219 hp；222 PS） at 5700 (Combined) | 279 N·m（206 lb·ft） at 3600 (Combined) |
| 2,487 cc（151.8 cu in） 2.5 L A25A-FXS I4 (plug-in hybrid/Prime) | 2020 | 225 kW（302 hp；306 PS） (Combined)         |                                         |

### 安全
在2019年9月，泰克威驰对RAV4的汽油版和混合动力版的RAV4进行了麋鹿测试，结果两车都不合格。测试人员注意到，在锥体车道上的 "危险行为"，电子稳定控制系统 "啮合得很晚"，导致两车在测试过程中多次跳起外胎。针对Teknikens Värld的指控，丰田发布了软件更新。在2020年1月，Teknikens Värld对该车型进行了重新测试，并给出了合格分数

## 第六代（XA60；2025年）
|  | 本節包含尚未發售或預定發售的車輛，有關最新消息請以車商官網為主。 |

在2025年5月21日的全球發布會上，第六代RAV4登場了。這代RAV4將提供「CORE」、「ADVENTURE」、「GR SPORT」三種款式可供選擇，分別代表都會取向、越野取向、性能取向。此外，豐田將第六代RAV4定向為混合動力車，並首次搭載自家開發的軟體平台「Arene」，象徵著豐田在車用軟體平台上的整合已經準備接受市場考驗。